# Филмографија Вире Фармиге
Вира Фармига је америчка филмска и позоришна глумица, украјинског порекла. Каријеру је започела у позоришту у бродвејској представи Taking Sides Роналда Харвуда из 1996. године. Следеће године, глумила је у представи Second-Hand Smoke (1997) писца Мака Велмана. Она је дебитовала на филму у драмском трилеру Повратак у рај (1998). Затим је имала споредне улоге у романтичној драми Јесен у Њујорку (2000), криминалистичкој драми Опортунисти (2000) и акционом трилеру 15 минута (2001). Њена пробојна улога дошла је 2004. године, када је добила улогу у драмском филму Down to the Bone. За ову улогу освојила је специјалну награду жирија филмског фестивала Санденс за глуму и номинована је за Награда Спирит за најбољу главну женску улогу. Затим је глумила у политичком трилеру Манџурски кандидат (2004) и криминалистичком трилеру Панично бекство (2006).
Улога др Мадолин Маден у филму Двострука игра (2006), који је освојио Оскара за најбољи филм, донела јој је светску славу. Касније је имала главну улогу у романтичној драми Never Forever (2007). Године 2008. глумила је у историјској драми Дечак у пругастој пиџами, за коју је добила Британску награду независног филма за најбољу глумицу. Исте године појавила се у политичкој драми Председничка игра, за коју је номинована за Филмску награду по избору критичара за најбољу споредну глумицу. Затим је глумила у психолошком трилеру Сироче (2009), а за улогу Алекс Горан у комичној драми У ваздуху (2009), била је номинована за Оскара за најбољу споредну глумицу.
Године 2011. Вира је дебитовала као редитељ са драмом Higher Ground, за коју је номинована за Награду Готам за најбољу режију и Награду Сателит за најбољу глумицу. Исте године глумила је у научнофантастичном филму 8 минута. Наредне године појавила се у акционом трилеру Сигурна кућа (2012) и комичној драми Козе (2012). Године 2014. глумила је у драми Судија. Две године касније, играла је у сатиричној комедији Special Correspondents (2016). Године 2018. појавила се у акционом трилеру Путник и биографској драми Председнички кандидат. Следеће године, глумила је у научнофантастичном трилеру Опсадно стање и блокбастеру Годзила II: Краљ чудовишта. Године 2021. глумила је Ливију Сопрано у криминалистичкој драми Мафијашки свеци Њуарка.
Године 2013, Вира је глумила Лорејн Ворен у хваљеном хорор филму Призивање зла, за који је била номинована за МТВ филмска награда за најстрашнију изведбу, и више пута је поновила своју улогу у франшизи, укључујући у Призивање зла 2 (2016), Анабел 3: Повратак кући (2019) и Призивање зла: Ђаво ме је натерао (2021).
Од 2013. до 2017. глумила је у А&Е драмско-трилер серији Мотел Бејтс као Норма Луиза Бејтс. Ова улога донела јој је награду Сатурн за најбољу телевизијску глумицу 2013. године, номинације за награду Еми за најбољу главну глумицу у драмској серији (2013), Филмске награде по избору критичара у драмској серији (2013–2015), и Наградa Удружења ТВ критичара за индивидуално достигнуће у драми. Вира се такође опробала и као продуцент серија. Године 2019. глумила је у мини-серији Кад нас виде. За свој наступ добила је номинацију за Еми за програм у ударном термину за најбољу споредну глумицу у мини-серији или филму. Глумила је Елеонор Бишоп у мини-серији Хокај (2021) смештеној у Марвеловом филмском универзуму и др Ану Поу у драмској мини-серији Five Days at Memorial (2022).

## Филмографија

### Филм
| Година | Српски назив                      | Улога            | Напомене                           | Реф.   |
| ------ | --------------------------------- | ---------------- | ---------------------------------- | ------ |
| 1998.  | Повратак у рај                    | Кери             |                                    | [ 19 ] |
| 2000.  | Опортунисти                       | Миријам Кели     |                                    | [ 20 ] |
| 2000.  | Јесен у Њујорку                   | Лиса Тајлер      |                                    | [ 21 ] |
| 2001.  | 15 минута                         | Дафни Хандлова   |                                    | [ 22 ] |
| 2001.  | Прашина                           | Ејми             |                                    | [ 23 ] |
| 2002.  |                                   | Грета            |                                    | [ 24 ] |
| 2002.  | Блесан                            | Лорена Фанчети   |                                    | [ 25 ] |
| 2004.  |                                   | Ајрин Морисон    |                                    | [ 26 ] |
| 2004.  |                                   | Алисон Ли        |                                    | [ 27 ] |
| 2004.  | Манџурски кандидат                | Џослин Џордан    |                                    | [ 28 ] |
| 2005.  | Мало сутра                        | Елена            |                                    | [ 29 ] |
| 2006.  | Панично бекство                   | Тереза Газел     |                                    | [ 30 ] |
| 2006.  | Провалник                         | Оана             |                                    | [ 31 ] |
| 2006.  |                                   | др Чарли Брукс   |                                    | [ 32 ] |
| 2006.  | Двострука игра                    | др Мадолин Маден |                                    | [ 33 ] |
| 2007.  |                                   | Софи Ли          | корејски филм                      | [ 34 ] |
| 2007.  |                                   | Аби Керн         |                                    | [ 35 ] |
| 2008.  | Услуга за услугу                  | Фиона Анкани     |                                    | [ 36 ] |
| 2008.  | У транзиту                        | др Наталија      |                                    | [ 37 ] |
| 2008.  | Председничка игра                 | Ерика ван Дорен  |                                    | [ 38 ] |
| 2008.  | Дечак у пругастој пиџами          | Елза Хос         |                                    | [ 39 ] |
| 2009.  | Сироче                            | Кејт Колман      |                                    | [ 40 ] |
| 2009.  |                                   | Аурора де Валдеј |                                    | [ 41 ] |
| 2009.  | У ваздуху                         | Алекс Горан      |                                    | [ 42 ] |
| 2010.  | Хенријев злочин                   | Џули Иванова     |                                    | [ 43 ] |
| 2011.  |                                   | Корин Вокер      | редитељски деби                    | [ 44 ] |
| 2011.  | 8 минута                          | Колин Гудвин     |                                    | [ 45 ] |
| 2012.  | Козе                              | Венди Витман     |                                    | [ 46 ] |
| 2012.  | Сигурна кућа                      | Кетрин Линклатер |                                    | [ 47 ] |
| 2013.  | На Мидлтону                       | Идит Мартин      |                                    | [ 48 ] |
| 2013.  | Призивање зла                     | Лорејн Ворен     |                                    | [ 49 ] |
| 2013.  |                                   | Алис Берович     |                                    | [ 50 ] |
| 2014.  | Судија                            | Саманта Пауел    |                                    | [ 51 ] |
| 2016.  |                                   | Еленор Финч      |                                    | [ 52 ] |
| 2016.  | Призивање зла 2                   | Лорејн Ворен     |                                    | [ 53 ] |
| 2016.  |                                   | Ализ Ферт        |                                    | [ 54 ] |
| 2016.  | Побег                             | др Нора Филипс   | кратки филм                        | [ 55 ] |
| 2017.  |                                   | —                | документарац извршна продуценткиња | [ 56 ] |
| 2018.  | Путник                            | Џоана            |                                    | [ 57 ] |
| 2018.  | Границе                           | Лора Џакони      |                                    | [ 58 ] |
| 2018.  | Фаворит                           | Олета „Ли” Харт  |                                    | [ 59 ] |
| 2018.  | Скин                              | Шарин Крејгер    |                                    | [ 60 ] |
| 2019.  | Опсадно стање                     | Џејн Доу         |                                    | [ 61 ] |
| 2019.  | Годзила : Краљ чудовишта          | др Ема Расел     |                                    | [ 62 ] |
| 2019.  | Анабел 3: Повратак кући           | Лорејн Ворен     |                                    | [ 63 ] |
| 2021.  | Призивање зла: Ђаво ме је натерао | Лорејн Ворен     |                                    | [ 64 ] |
| 2021.  | Мафијашки свеци Њуарка            | Ливија Сопрано   |                                    | [ 65 ] |
| 2023.  | Опатица из пакла 2                | Лорејн Ворен     | камео                              |        |
| 2023.  | Origin                            | Кејт Медина      |                                    | [ 66 ] |
| 2023.  | Ezra                              | Грејс            |                                    | [ 67 ] |

### Телевизија
| Година     | Српски назив              | Улога                 | Напомене                                    | Реф    |
| ---------- | ------------------------- | --------------------- | ------------------------------------------- | ------ |
| 1997.      | Урлик                     | Кејтлин               | 13 епизода                                  | [ 68 ] |
| 1997.      | Rose Hill                 | Емили Елиот           | телевизијски филм                           | [ 69 ] |
| 1998.      | Ред и закон               | Линдси Карсон         | епизода: „Експерт”                          | [ 70 ] |
| 2001.      | Снежана: Најлепша од свих | краљица Џозефина      | телевизијски филм                           | [ 71 ] |
| 2001—2002. |                           | Алекс Крос            | 13 епизода                                  | [ 72 ] |
| 2004.      | Анђели гвоздених чељусти  | Ружа Венчланвска      | телевизијски филм                           | [ 73 ] |
| 2004.      |                           | детектив Сузан Бранка | 12 епизода                                  | [ 74 ] |
| 2013—2017. | Мотел Бејтс               | Норма Луиза Бејтс     | 50 епизода такође продуценткиња; 40 епизода | [ 75 ] |
| 2018.      |                           | кандидаткиња          | епизода: „Убиј све остале”                  | [ 76 ] |
| 2019.      | Кад нас виде              | Елизабет Ледерер      | 2 епизоде                                   | [ 77 ] |
| 2021.      | Халстон                   | Адел                  | епизода: „Слатки мирис успеха”              | [ 78 ] |
| 2021.      | Хокај                     | Еленор Бишоп          | мини-серија за                              | [ 79 ] |
| 2022.      |                           | др Ана Поу            | 8 епизода                                   | [ 80 ] |
| ускоро     | The Corps                 | Барбара               | предстојећа серија                          | [ 81 ] |
| ускоро     | Gossamer                  | —                     | глас; предстојећа анимирана серија          | [ 82 ] |

## Позориште
| Година | Наслов             | Улога            | Место                                       | Изв.   |
| ------ | ------------------ | ---------------- | ------------------------------------------- | ------ |
| 1996.  | The Tempest        | принцеза Миранда | Америчко конзерваторијумско позориште       | [ 83 ] |
| 1996.  | Good               | Ан Хартман       | Баров група,                                | [ 84 ] |
| 1996.  | Taking Sides       | Еми Штраубе      | Позориште Брукс Аткинсон, Бродвејски театар | [ 85 ] |
| 1997.  | Second-Hand Smoke  | Линда            | Прајмери Стејџез                            | [ 2 ]  |
| 2002.  | Under the Blue Sky | Хелена           | Фестивал позоришта у Вилијамстауну          | [ 86 ] |